# Estrebucha Baby
Estrebucha Baby é o décimo álbum da cantora e compositora brasileira Zizi Possi, lançado em 1989, pela gravadora PolyGram.
O álbum apresenta uma estética mais minimalista e acústica, afastando-se do som pop radiofônico. O quarteto essencialmente acústico, composto por Darcy Osório, Tavinho Fialho, Luís Farah e Líber Gadelha, acompanha Zizi nas gravações.
A escolha do repertório começou em fevereiro de 1989, com as gravações ocorrendo em março e abril do mesmo ano. O título "Estrebucha Baby" reflete o momento pessoal da cantora após sua separação de Líber Gadelha, simbolizando a expressão genuína de emoções. 
Para promover o álbum, Zizi fez um especial na Rede Manchete e iniciou uma turnê pelo Brasil.
As críticas foram majoritariamente favoráveis, elogiando a voz, a produção e as canções, destacando "Meu Erro" como um grande momento do álbum. O trabalho foi considerado o mais conceitual de Zizi até então e recebeu elogios por sua densidade, intimismo e ausência de compromissos mercadológicos.

## Produção e gravação
Produzido por Líber Gadelha, foi gravado com um  quarteto essencialmente acústico, formado pelos músicos: Darcy Osório (bateria), Tavinho Fialho (contrabaixo), Luís Farah (piano e teclados) e com o próprio Líber (no violão de aço e nas guitarras).
O álbum marca a decisão da cantora de afastar-se de um som pop radiofônico em detrimento de uma estética mais minimalista e acústica.
A escolha do repertório iniciou-se em fevereiro de 1989, e as gravações em março e abril do mesmo ano. Durante o processo foram experimentados várias sonoridades e estilos até chegar na mais próxima do gosto da cantora.  Possi revelou: "Houve atraso no trabalho devido as viagens que fiz, reavaliações de músicas já gravadas e até uma greve de estúdio. Estava constantemente questionando as gravações que terminaram agosto. Nunca fica do jeito que a gente quer. Mas o resultado me agradou".
Sobre o nome inusitado do título, afirmou que inicialmente a ideia era chamá-lo de "Não Minto pra Mim", no entanto, achou-o "muito personalista". Segundo Possi, "Estrebucha Baby" era o que melhor expressava o conteúdo e o momento em que vivia, após sua separação com Gadelha. raízes". Ela afirmou que  "estrebuchar" significa "botar pra fora a mais verdadeira emoção", e o álbum refletia os acontecimentos de sua vida, indo "até a mais funda das raízes".

## Lançamento e promoção
Para promovê-lo foi feito um especial exibido na Rede Manchete, gravado na ruínas da cidade de Machupicchu, no Peru, no qual ela cantou diversas faixas do álbum e outras de seu catálogo. A exibição ocorreu no final de outubro de 1989. Além disso, uma turnê que contou com shows em diversas cidades do Brasil teve início na mesma época.
O álbum foi relançado no formato Compact disc (CD) em 2002, na série Tudo, da Universal Music, junto com outros treze álbuns de Possi, incluindo as capas e encartes originais.

## Recepção crítica
| Críticas profissionais | Críticas profissionais |
| Avaliações da crítica  | Avaliações da crítica  |
| Fonte                  | Avaliação              |
| ---------------------- | ---------------------- |
| Pioneiro               | Favorável              |
| Diário do Pará         | Favorável              |
| O Liberal              | Mista                  |

As resenhas da crítica especializada foram, em maioria, favoráveis. 
Luis Carlos Fetter, do jornal Pioneiro, deu uma "cotação média", elogiou a voz e a canção "Meu Erro", chamou-o de o "mais conceitual" de seus trabalhos e que ao contrário dos outros, o repertório estava "direcionado a uma maior definição e estilo próprio".
Edgar Augusto, do Diário do Pará, escreveu que a cantora se aperfeiçoou com o tempo e que suas prévias tentativa de "situar-se entre o brega-chique e a MPB de tonalidades incolores" findou com o disco, que ele definiu como "denso, intimista, solto e sem comprometimentos mercadológicos", além de considerá-lo o melhor de sua carreira até então.
Dom Floriano, do jornal O Liberal, elogiou a capa, a voz, a interpretação ("dá um show"), a canção "Meu erro" ("um grande momento") mas disse que ela continuava "pisando" no  repertório.
Em uma resenha de retrospectiva, publicada pelo site G1, Mauro Ferreira o incluiu na lista de "Discos para descobrir em casa" e teceu elogios a produção e canções.

## Lista de faixas
- Créditos adaptados do LP Estrebucha Baby, de 1989.[12][13]

| Lado A |                               |                                           |         |  |
| N.º    | Título                        | Compositor(es)                            | Duração |  |
| 1.     | "Estrebucha Baby"             | Jean Garfunkel, Paulo Garfunkel           | 4:17    |  |
| 2.     | "Reconheço (Te Conosco)"      | Silvio Rodrigues / Versão: Ronaldo Bastos | 3:45    |  |
| 3.     | "Quem Diria (You've Changed)" | C. Fisher, Carey / Versão: Nelson Motta   | 3:32    |  |
| 4.     | "Dedicado a Você"             | Dominguinhos, Nando Cordel                | 3:46    |  |
| 5.     | "That's All I Want From You"  | M. Rotha, F. Rotter                       | 3:55    |  |

| Lado B |                               |                                                |         |  |
| N.º    | Título                        | Compositor(es)                                 | Duração |  |
| 1.     | "Não Minto Pra Mim"           | Prata, Jean Garfunkel, Paulo Garfunkel         | 4:47    |  |
| 2.     | "Você É"                      | Djavan                                         | 4:42    |  |
| 3.     | "Não Me Deixe Mal"            | Cláudio Rabello, Dalto                         | 3:48    |  |
| 4.     | "A Vida Corre (Anema e Core)" | D'Exposito, Tito Manlio / Versão: Nelson Motta | 3:42    |  |
| 5.     | "Meu Erro"                    | Herbert Vianna                                 | 3:59    |  |